# Gazde
Gazde su hrvatski tamburaški sastav.
Sastav su osnovali u Zagrebu Marko Bujanović, Silvio Šimunković, Vladimir Kota, Mario Kršić, Damir Popović i Robert Šerić. Prvi značajniji nastup imali su na festivalu Zlatne žice Slavonije u Požegi. Godine 1994. osvajaju glazbenu nagradu Porin.

## Diskografija

### Studijski albumi
- Zbog tebe sam to što jesam (1994., Croatia Records)
- Za ljubav tvoju (1995., Croatia Records)
- Tanja Mršić & Gazde -  'Ej tamburo ‎(1995., Lobel Naklada)
- Bit će bolje (1997., Croatia Records)
- Na dnu duše moje (1999., Croatia Records)
- Nije meni žao (2001., Croatia Records)
- Zbogom za zbogom (2003., Kondorcomm)
- Milijun poljubaca (2010., GazdeART) - sadrži neke stare pjesme
- Sretan Božić – najljepše božićne pjesme (2016., GazdeART)
- Tanja Mršić & Gazde - Pošli momci na salaš ‎(?., Euroton Records)
- Ispod ovih oblaka (2023.)

### Albumi uživo
- Gazde Zagrebu, Koncert iz Doma športova (1995., Croatia Records)
- Gazde 20 godina, Dom športova (2012.)

### Kompilacije
- 12 hitova (2000., Croatia Records)
- Zlatna kolekcija (2005., Croatia Records)